# Mérignac (Charente)
Mérignac település Franciaországban, Charente megyében. Lakosainak száma 812 fő (2022. január 1.). Mérignac Bassac, Douzat, Échallat, Fleurac, Foussignac, Moulidars és Triac-Lautrait községekkel határos.

## Népesség
A település népessége az elmúlt években az alábbi módon változott:
| Lakosok száma | 747  | 728  | 751  | 691  | 756  | 759  | 839  | 843  | 833  | 812  |
|               | 1968 | 1982 | 1990 | 2006 | 2013 | 2015 | 2017 | 2019 | 2020 | 2022 |